# Jim Leighton
James Leighton, detto Jim (Johnstone, 24 luglio 1958), è un ex calciatore e allenatore di calcio scozzese, di ruolo portiere.
Portiere di diversi club scozzesi, con l'unica parentesi inglese di rilievo nel Manchester Utd dove ritrova il suo vecchio allenatore Alex Ferguson. Vanta al suo attivo una Coppa delle Coppe, una Supercoppa UEFA (entrambe con l'Aberdeen nel 1983), una Coppa d'Inghilterra (1990) e la presenza in quattro campionati del mondo con la nazionale scozzese, della quale è il giocatore con più presenze in assoluto dopo Kenny Dalglish.
È ritornato a rivestire un ruolo nell'Aberdeen come preparatore dei portieri dove però viene licenziato, apparentemente per motivi economici, e sostituito da Colin Meldrum nel settembre del 2009.

## Palmarès

### Competizioni nazionali
- Campionato scozzese: 3

Aberdeen: 1979-1980, 1983-1984, 1984-1985
- Coppa di Scozia: 4

Aberdeen: 1981-1982, 1982-1983, 1983-1984, 1985-1986
- Coppa di Lega scozzese: 1

Aberdeen: 1985-1986
- Coppa d'Inghilterra: 1

Manchester United: 1989-1990
- Charity Shield: 1

Manchester United: 1990
- Campionato inglese: 1

Arsenal: 1990-1991

### Competizioni internazionali
- Coppa delle Coppe: 1

Aberdeen: 1982-1983
- Supercoppa UEFA: 1

Aberdeen: 1983

## Onorificenze
Nel 1998 è stato nominato membro dell'Ordine dell'Impero Britannico

## Curiosità
Per sua stessa ammissione, Jim Leighton non aveva denti, ma usava una dentiera che, durante le partite, restava negli spogliatoi.